# Parafia Nawiedzenia Najświętszej Maryi Panny w Jastarni
Parafia Nawiedzenia Najświętszej Maryi Panny w Jastarni – parafia rzymskokatolicka położona w Jastarni. Mieści się przy ulicy ks. Stefańskiego. Wchodzi w skład dekanatu Morskiego w archidiecezji gdańskiej. 
Kościół parafialny był do 15 lutego 2017 siedzibą dekanatu Morskiego, a jej proboszcz nosił tytuł dziekana.
Autorem siedemnastu witraży w świątyni ukazujących stacje Drogi Krzyżowej i sceny z życia Matki Bożej jest Adam Bunsch.
Od 21 marca 2022 proboszczem parafii jest ks. Piotr Zieleziński.